# Дубники (Червенский район)
Дубники (бел. Дубнікі) — деревня в Червенском районе Минской области Беларуси. Входит в состав Ляденского сельсовета.

## Географическое положение
Расположена в 13 километрах к юго-востоку от Червеня, в 75 км от Минска, в 28 км от железнодорожной станции Пуховичи линии Минск—Осиповичи, в 0,7 км (по дороге) к северу от автодороги Червень—Якшицы.

## История
Населённый пункт известен с XIX века. Наряду с названием Дубники упоминается также под названием Новоселье. Входили в состав Юровичской волости Игуменского уезда Минской губернии. На 1908 год насчитывалось 23 двора и 205 жителей. На 1917 год в составе Хуторской волости, 26 дворов, 196 жителей (102 мужчины и 94 женщины). 20 августа 1924 года вошла в состав вновь образованного Колодежского сельсовета Червенского района Минского округа (с 20 февраля 1938 — Минской области). Согласно переписи населения СССР 1926 года насчитывалось 3 двора, проживали 18 человек. На начало 1930-х в деревне функционировал колхоз «Красные Дубники». В 1940 году, незадолго до войны, деревня насчитывала 7 домов, где было 32 жителя. Во время Великой Отечественной войны деревня была оккупирована немецко-фашистскими захватчиками в июле 1941 года, в марте 1943 года немцы сожгли деревню, 10 её жителей не вернулись с фронта. Освобождена в июле 1944 года. На 1960 год население деревни составило 130 человек. 28 ноября 1989 года деревня передана в Ляденский сельсовет. На 1997 год здесь было 28 домов и 71 житель. На 2013 год 15 круглогодично жилых домов, 43 постоянных жителя. До 2019 года в деревне работал магазин райпотребсоюза, который в связи с трудным материальным положением он был закрыт, и деревня обслуживалась автолавкой. В 2020 году предприниматель из Борисова вновь открыла магазин в старом здании.

## Население
- 1908 — 23 двора, 205 жителей
- 1917 — 26 дворов, 196 жителей
- 1926 — 3 двора, 18 жителей
- 1940 — 7 дворов, 32 жителя
- 1960 — 130 жителей
- 1997 — 28 дворов, 71 житель
- 2013 — 15 дворов, 43 жителя